# Vintjärnen (Degerfors socken, Västerbotten, 715407-166634)
Vintjärnen är en sjö i Vindelns kommun i Västerbotten och ingår i Umeälvens huvudavrinningsområde.